# Hino-gawa
La rivière Hino (日野川, Hino-gawa) est un cours d'eau situé dans la préfecture de Shiga, au Japon. Elle alimente le lac Biwa.

## Géographie
Longue de 46,7 km, la rivière Hino, aussi appelée rivière Gamō, Mizunami ou encore Tamatsukuri, s'écoule dans le sud de la préfecture de Shiga, sur l'île de Honshū, au Japon. Elle prend sa source sur les pentes du mont Watamuki (1 110 m), un sommet des monts Suzuka situé dans le parc quasi national de Suzuka,. Son parcours traverse le bourg de Hino, d'est en ouest, et le sud-ouest de Higashiōmi puis longe la frontière entre Ryūō et Ōmihachiman puis celle entre Yasu et Ōmihachiman, avant d'atteindre, dans le sud-ouest d'Ōmihachiman, son embouchure : le lac Biwa,.
Le bassin versant de la rivière Hino s'étend sur 210,9 km2, dans le bassin du fleuve Seta et le système d'eau douce du lac Biwa.

## Barrage
Le barrage Hino est un barrage écrêteur de crues situé dans le centre du bourg de Hino. Construit de 1962 à 1965 et entré en activité en 1966, il s'élève sur 25 m (altitude au sommet : 212 m) pour une base de 105 m de large et possède une capacité de rétention d'eau de 1 388 000 m3. Il est aussi utilisé pour le contrôle des eaux d'irrigation.

## Flore et faune

### Flore
Le cours supérieur de la rivière Hino est bordé d'espaces forestiers montagneux où se mêlent des hêtres du Japon, des cyprès du Japon et des cèdres du Japon. À plus basses altitudes, le sol est parsemé de pins rouges du Japon, de camélias du Japon et d'azalées. La plaine alluviale que forment les cours moyen et inférieur du cours d'eau est essentiellement une zone urbanisée dans laquelle s'étendent des terres cultivées, notamment des rizières.

### Faune

#### Poissons
Des poissons tels que l'ayu, dont les juvéniles passent l'hiver dans les eaux du lac Biwa, la carpe commune et le tribolodon de Hakone peuplent la rivière Hino. Des carassins, des truites biwa et des chabots y sont aussi pêchés.

#### Autres
Divers insectes, des amphibiens, comme Dryophytes japonicus et Pelophylax nigromaculatus, des reptiles, tels que Elaphe quadrivirgata et Takydromus tachydromoides, et Mauremys japonica, une espèce de tortues endémique du Japon, habitent les bords de la rivière Hino. Il n'est pas rare d'apercevoir, nageant sur le cours d'eau, des canards mandarins ou d'une autre espèce.